# In the Wake of Poseidon
In the Wake of Poseidon  is het tweede album van de Britse progressieve rockband King Crimson.

De oorspronkelijke bezetting was al uit elkaar gevallen, maar de meeste ex-leden werkten nog mee aan dit album, met uitzondering van Ian McDonald.

## Tracklist
1. Peace, A Beginning (Robert Fripp / Pete Sinfield)
2. Pictures of a City (Robert Fripp / Pete Sinfield)
3. Cadence and Cascade (Robert Fripp / Pete Sinfield)
4. In the Wake of Poseidon (Robert Fripp / Pete Sinfield)
5. Peace, A Theme (Robert Fripp)
6. Cat Food (Robert Fripp / Pete Sinfield / Ian McDonald)
7. The Devil's Triangle:
  1. Merday Morn /
  2. Hand of Sceiron /
  3. Garden of Worm (Robert Fripp)
8. Peace, An End (Robert Fripp / Pete Sinfield)

## Bezetting
- Robert Fripp: gitaar
- Pete Sinfield: teksten
- Greg Lake: zang

Met medewerking van:
- Michael Giles: drums
- Peter Giles: basgitaar
- Mel Collins: saxofoon, dwarsfluit
- Keith Tippett: piano
- Gordon Haskell: zang